# Archidiócesis de Tánger
La archidiócesis de Tánger (en latín: Archidioecesis Tingitana, en árabe: أبرشية طنجة‎ y en francés: Archidiocèse de Tanger) es una circunscripción eclesiástica de la Iglesia católica en Marruecos. Se trata de una arquidiócesis latina inmediatamente sujeta a la Santa Sede. Desde el 7 de febrero de 2023 su arzobispo es Emilio Rocha Grande, de la Orden de Frailes Menores.

## Territorio y organización

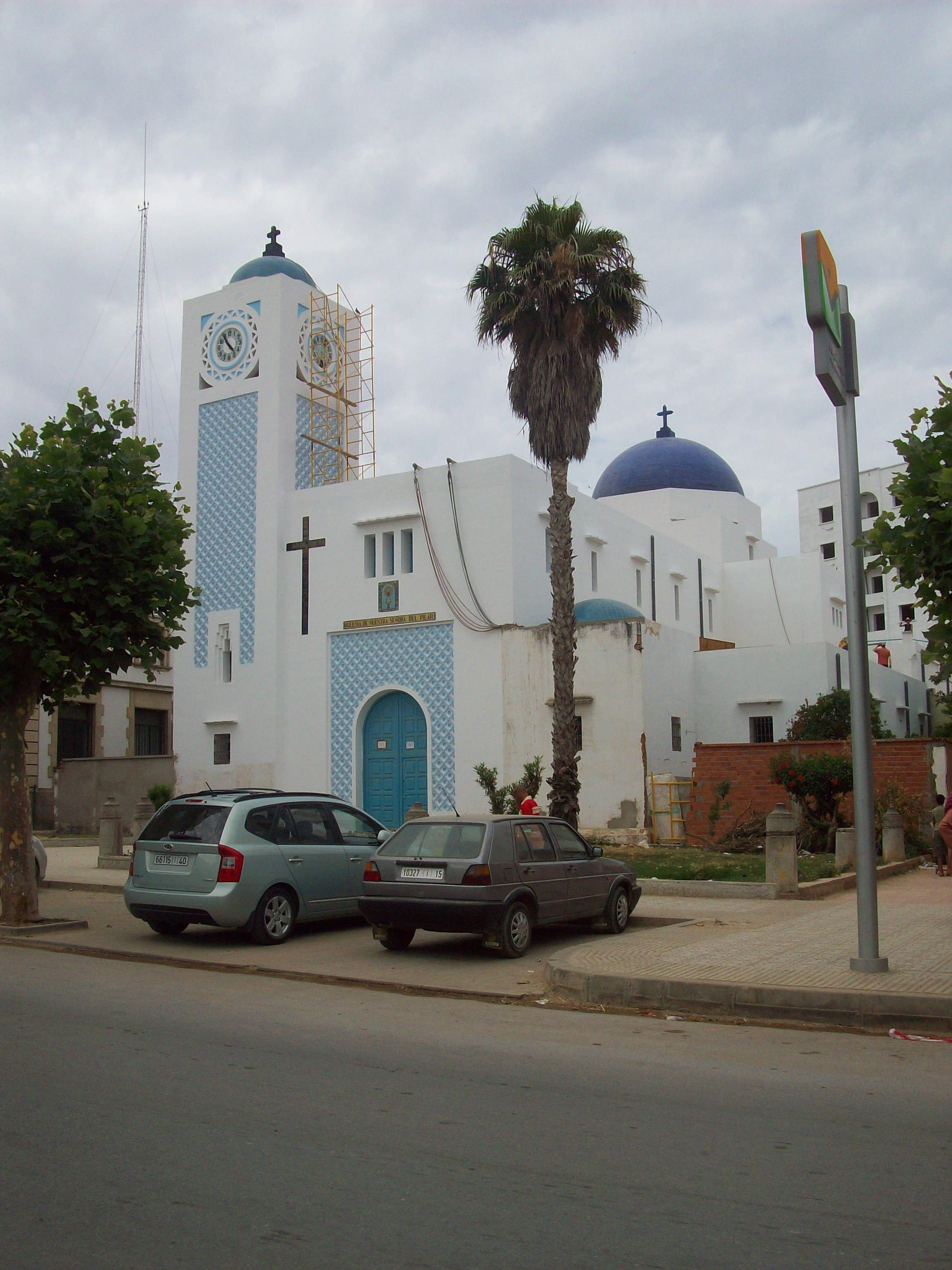
Iglesia de Nuestra Señora del Pilar, en Larache

La archidiócesis tiene 20 000 km² y extiende su jurisdicción sobre los fieles católicos de rito latino residentes en el sector norte del antiguo Protectorado español de Marruecos y lo que fuera la Zona Internacional de Tánger. Esto se corresponde con la región de Tánger-Tetuán-Alhucemas y la provincia de Nador y la provincia de Driuch en la región Oriental.

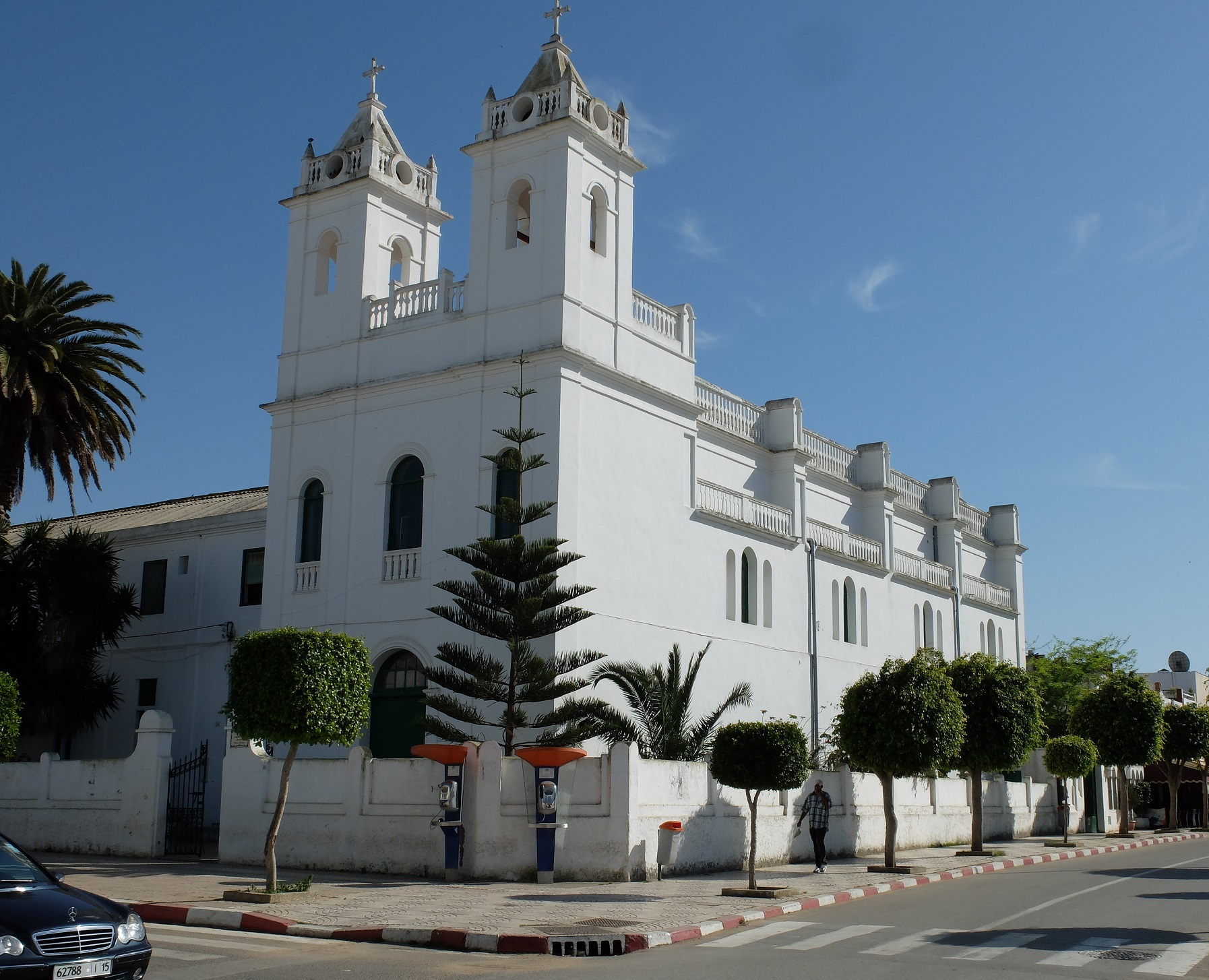
Iglesia de San Bartolomé, en Arcila

La sede de la archidiócesis está en la ciudad de Tánger, en donde se encuentra la Catedral de Nuestra Señora de la Asunción.

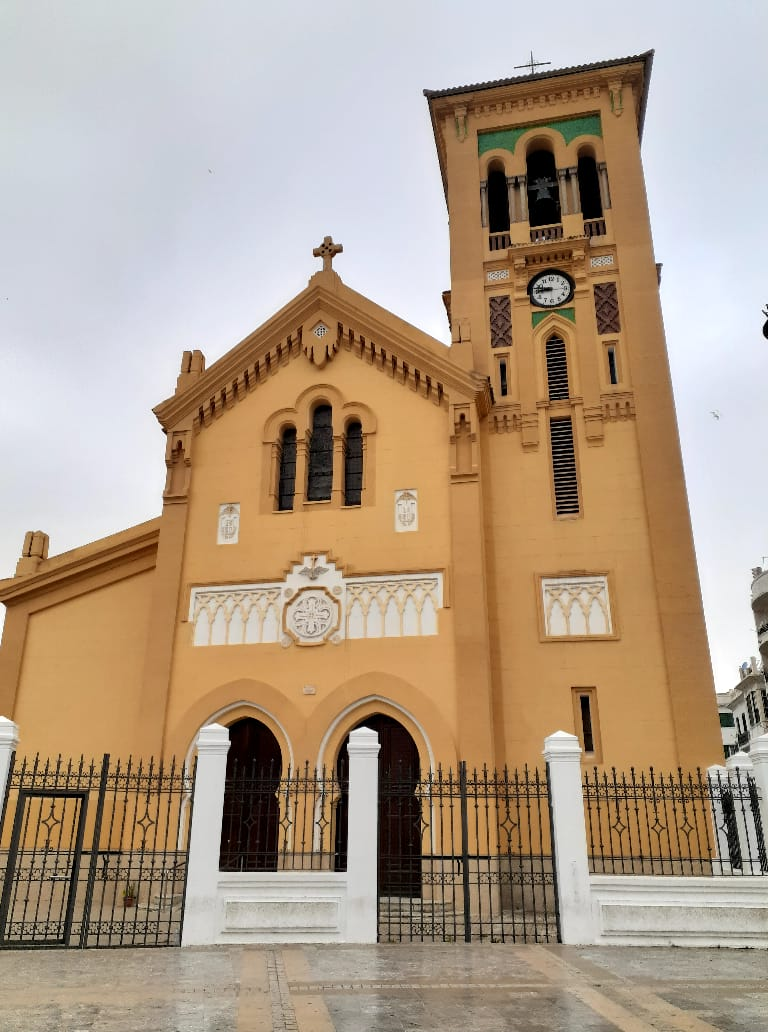
Iglesia de Nuestra Señora de las Victorias, en Tetuán

En 2022 en la archidiócesis existían 8 parroquias.
La archidiócesis está relacionada con la orden franciscana, habiendo sido todos sus obispos franciscanos, así como la mayoría del clero.

## Historia
A fines del siglo II existía ya la presencia cristiana en Marruecos. La diócesis de Tánger (Tingitanus o Tangarlensis) está documentada ya alrededor de 325 y fue una de las sedes episcopales de la provincia romana de Mauretania Tingitana, junto con Arcila (Ziliae o Zilis), Ceuta (Septensis), Larache (Lixos o Lixi), Mogador (Tamusigensis), Tetuán (Tamudensis o Tamadensis), Salé (Salensis), Alcazarquivir (Oppidonebensis), Agadir (Risardensis o Risadirensis), Melilla (Busaditanus o Busadirensis) y Bocanum Hemerum (cerca de Marrakech). Hacia el siglo III tuvo lugar en Tánger el martirio de san Marcelo y de san Casio. La sede desapareció como todas las diócesis del norte de África debido a la embestida islámica en el siglo VII, precedida por la de los vándalos arrianos en el año 429. Sin embargo, pequeñas comunidades cristianas subsistieron hasta el siglo XIII
En 1219 san Francisco de Asís envió una misión a los cautivos cristianos del Imperio almohade (o Reino de Miramamolín), que culminó con el martirio de los 5 misioneros el 6 de enero de 1220 (Mártires de Marrakech). En 1225 la Santa Sede encargó al arzobispo de Toledo consagrar un obispo para el Imperio almohade, el franciscano Domingo, y en 1226 nombró como obispo de Fez al franciscano Agnelo. A partir del 12 de junio de 1237 existió la diócesis de Marruecos o Marrakech (Marochitanus), cuyos obispos desde 1260 residían en Sevilla y eran a la vez auxiliares y, desde 1353, sufragáneos de la archidiócesis de Sevilla (antes inmediatamente sujetos a la Santa Sede). En 1253 se les donó la iglesia de San Telmo, extramuros de la ciudad. No eran obispos auxiliares ya que tenían jurisdicción al menos sobre los cautivos cristianos en África. Mediante la bula In supereminenti del papa Pío IV del 16 de setiembre de 1560, las rentas de la diócesis de Marruecos y la iglesia de San Telmo pasaron a la Inquisición de Sevilla, por lo que pasó a ser una diócesis titular hasta abril de 1900, cuando fue suprimida. 
Inmediatamente después de la conquista de Arcila el 24 de agosto de 1471, la ciudad de Tánger fue ocupada definitivamente por Portugal. Junto con el rey Alfonso V de Portugal, también estuvo Nuno Álvares, que desde 1468 ostentaba el título de obispo de Tánger. La sede fue erigida canónicamente por el papa Sixto IV el 21 de agosto de 1472 mediante la bula Clara devotionis, comprendiendo las plazas de Tánger, Arcila y Alcazarseguir (conquistada por los portugueses el 24 de octubre de 1458) y previendo la incorporación de otros territorios que fueran conquistados luego.
Su posible expansión hacia el sur quedó limitada el 12 de enero de 1514 por la erección de la diócesis de Funchal mediante la bula Pro excellenti praeeminentia del papa León X, que fijó su límite norte en el cabo Bojador.
Originalmente era sufragánea de la arquidiócesis de Lisboa (hoy patriarcado de Lisboa). El 29 de septiembre de 1540 pasó a formar parte de la provincia eclesiástica de la arquidiócesis de Évora. 
El 18 de junio de 1499 el papa Alejandro VI erigió la diócesis de Safí mediante la bula In apostolicae dignitatis fastigio nombrando a João Aranda como su titular en espera de la ocupación portuguesa del territorio. Su jurisdicción fue fijada sobre las villas de Safí (tomada a principios de 1508), Azamor (conquistada en 1513), Almedina, Tite y Mazagán (hoy El Yadida, conquistada en 1513). En 1542 Safí y Azamor fueron abandonadas por los portugueses y el obispado fue suprimido el 23 de noviembre de 1542. Mazagán fue transferida al exento de Tomar de la Orden de Cristo, que la mantuvo hasta 1570 cuando fue incorporada al obispado de Tánger a la vez que Ceuta, y finalmente fue abandonada en 1769.
El 9 de junio de 1570 la diócesis de Ceuta (hoy diócesis de Cádiz y Ceuta) perdió su territorio europeo de Olivenza, quedando limitada a la sola plaza africana de Ceuta, por lo que fue unida a la sede de Tánger para forma la diócesis de Tánger y Ceuta.
Debido a conflictos entre la Santa Sede por el patronato de la Corona portuguesa (Padroado), la diócesis de Tánger y Ceuta permaneció vacante durante algunas décadas a mediados del siglo XVII. Con el tratado del 16 de febrero de 1668 el territorio de Ceuta quedó definitivamente incorporado al reino español, por lo que el 16 de diciembre de 1675 la Santa Sede abolió la unión entre las dos sedes y restableció la diócesis de Ceuta, a la que se unieron los territorios de la antigua sede de Tánger, a la vez suprimida.
El 28 de noviembre de 1630 fue erigida la prefectura apostólica de Marruecos, encomendada a los franciscanos españoles de la provincia de San Diego de Alcalá en Andalucía. El primer prefecto apostólico Juan de Prado, fue martirizado en Marrakech el 24 de mayo de 1631 y beatificado en 1728. En 1637 la prefectura apostólica fue oficialmente establecida en Marrakech, hasta que los misioneros fueron expulsados de la ciudad y se instalaron en Fez el 12 de julio de 1672. En 1684 la misión se trasladó a la nueva capital, Mequinez, a donde fueron llevados la mayoría de los esclavos cristianos. 
El 13 de julio de 1693 la Congregación de Propaganda Fide elevó la prefectura apostólica a vicariato apostólico, nombrando como primer vicario apostólico al franciscano Diego Ortega de Escacena; pero la muerte de este en 1696 y la oposición del Gobierno español a la erección del vicariato apostólico, hicieron fracasar la iniciativa de la Santa Sede, que fue desistida. Esto fue en detrimento de la misión en Marruecos, que entró en una profunda crisis hasta la primera mitad del siglo XIX, reducida entonces a un simple hospicio en Tánger con tres frailes. En 1790 los misioneros fueron expulsados por el sultán y pudieron regresan en 1794. En agosto de 1859 fueron enviados a Marruecos cinco nuevos misioneros franciscanos que revivieron la misión en aquellas tierras.
En 1877 José Lerchundi fue nombrado prefecto apostólico con residencia en Tetuán. Lerchundi construyó una iglesia en Tánger (San Juan Bautista en la Montaña) en 1883, luego restableció las presencias cristianas en Mazagán (1887), Larache (1888), Safí (1889), Rabat (1891) y Casablanca (1891).
A principios del siglo XX Tánger se convirtió en obispado titular con el nombre de Tingis, el antiguo nombre romano de la ciudad.
El 14 de abril de 1908 mediante el breve Romani Pontifices del papa Pío X, la prefectura apostólica fue elevada a vicariato apostólico con dignidad episcopal.
En 1912 fueron establecidos el Protectorado francés de Marruecos (el 30 de marzo) y el Protectorado español de Marruecos (el 27 de noviembre), y en 1923 la Zona Internacional de Tánger.
El 2 de julio de 1923 cedió el territorio del Protectorado francés de Marruecos para la erección del vicariato apostólico de Rabat (hoy arquidiócesis de Rabat) mediante el breve Quae catholico nomini del papa Pío XI.
El 5 de julio de 1954, mediante la bula Summi Dei voluntate del papa Pío XII, cedió el territorio de Ifni para la erección de la prefectura apostólica del Sahara Español y de Ifni (hoy prefectura apostólica del Sahara Occidental).
El 25 de marzo de 1956 Marruecos se independizó de España y de Francia, y la mayor parte de la población católica abandonó el país.
El 14 de noviembre de 1956, mediante la bula Qui Deo disponente del papa Pío XII, el vicariato apostólico fue elevado al rango de archidiócesis y tomó su nombre actual. Al mismo tiempo, se suprimió la sede titular de Tingis.
El 4 de octubre de 2009 se firmó un convenio de cooperación entre la archidiócesis de Tánger y la diócesis de Cádiz y Ceuta.

## Estadísticas
Según el Anuario Pontificio 2023 la arquidiócesis tenía a fines de 2022 un total de 2990 fieles bautizados.
| Año                                                                             | Población            | Población | Población      | Sacerdotes | Sacerdotes    | Sacerdotes    | Bautizados por sacerdote | Diáconos permanentes | Religiosos | Religiosos | Parroquias |
| Año                                                                             | Bautizados católicos | Total     | % de católicos | Total      | Clero secular | Clero regular | Bautizados por sacerdote | Diáconos permanentes | Varones    | Mujeres    | Parroquias |
| ------------------------------------------------------------------------------- | -------------------- | --------- | -------------- | ---------- | ------------- | ------------- | ------------------------ | -------------------- | ---------- | ---------- | ---------- |
| 1950                                                                            | 113 164              | 760 500   | 14.9           | 72         | 22            | 50            | 1571                     |                      | 114        | 221        | 15         |
| 1970                                                                            | 25 036               | 1 550 131 | 1.6            | 47         | 2             | 45            | 532                      |                      | 77         | 181        | 19         |
| 1980                                                                            | 9750                 | 2 072 000 | 0.5            | 25         |               | 25            | 390                      |                      | 31         | 155        | 15         |
| 1990                                                                            | 4400                 | 2 506 250 | 0.2            | 15         |               | 15            | 293                      |                      | 19         | 114        | 10         |
| 1999                                                                            | 3000                 | 4 000     | 0.1            | 10         | 2             | 8             | 300                      |                      | 13         | 114        | 10         |
| 2000                                                                            | 2000                 | 4 002 100 | 0.0            | 9          | 2             | 7             | 222                      |                      | 12         | 111        | 7          |
| 2001                                                                            | 2064                 | 4 100 000 | 0.1            | 12         | 2             | 10            | 172                      |                      | 15         | 115        | 8          |
| 2002                                                                            | 1681                 | 4 100 000 | 0.0            | 10         | 2             | 8             | 168                      |                      | 12         | 107        | 8          |
| 2003                                                                            | 2150                 | 4 200 000 | 0.1            | 12         | 2             | 10            | 179                      |                      | 14         | 101        | 9          |
| 2004                                                                            | 2510                 | 4 200 000 | 0.1            | 9          | 2             | 7             | 278                      |                      | 11         | 95         | 9          |
| 2007                                                                            | 3300                 | 4 330 000 | 0.1            | 10         | 2             | 8             | 330                      |                      | 14         | 90         | 9          |
| 2010                                                                            | 2019                 | 4 000     | 0.1            | 10         | 3             | 7             | 201                      |                      | 12         | 87         | 8          |
| 2014                                                                            | 2500                 | 4 175 000 | 0.1            | 13         |               | 13            | 192                      |                      | 18         | 76         | 7          |
| 2017                                                                            | 3000                 | 4 325 500 | 0.1            | 15         |               | 15            | 200                      |                      | 21         | 77         | 7          |
| 2020                                                                            | 3000                 | 4 463 500 | 0.1            | 12         |               | 12            | 250                      |                      | 17         | 63         | 7          |
| 2022                                                                            | 2990                 | 4 496 422 | 0.1            | 15         |               | 15            | 199                      |                      | 20         | 51         | 8          |
| Fuente: Catholic-Hierarchy, que a su vez toma los datos del Anuario Pontificio. |                      |           |                |            |               |               |                          |                      |            |            |            |

## Episcopologio

### Obispos misioneros entre los cautivos cristianos nombrados por el arzobispo de Toledo
Obispo del Reino de Miramamolín
- Domingo, O.P. † (consagrado antes del 20 de febrero de 1226-1228 nombrado obispo de Baeza)

Obispo de Fez
- Agnelo, O.F.M. † (1226-1237?)

Obispos de Marruecos
- Anónimo, O.F.M. † (12 de junio de 1237-1246 falleció)
- Lope Fernández de Ain, O.F.M. † (1246-1260?)

### Obispos de Marruecos o Marrakech y auxiliares de Sevilla
- Blanco, O.F.M. † (1260-1266?)
- Lorenzo de Portugal, O.F.M. † (1266-?)
- Rodrigo de Gudal, O.F.M. † (1289-1307)
- Bernardo de Murcia, O.P. † (1307-1310?)
- Pedro, O.P. † (1310?-1312)
- Francisco de Pilaco, O.P. † (1312-1327 falleció)
- Juan Fernández, O.P. † (1327-1344)
- Alfonso Bonhome, O.P. † (1344-1353)[11]
- Gregorio Gazaloni, O.P. † (1357-1375)
- Arlando Sartedor, O.P. † (1375-1380?)
- Juan N. † (1380-?)

De obediencia aviñonesa:
- Juan † (?-?)
- Juan Díaz de Haro, O.F.M. † (1382-1389 nombrado obispo de Dora)
- Pedro de Azcaray, O.F.M. † (1389-1409 falleció)
- Pedro de San Cipriano, O.F.M. † (4 de marzo de 1409-1419)

De obediencia romana
- Ángel, O.F.M. † (1383?-1405 nombrado obispo de Orense)
- Diego de Jerez, O.F.M. † (1405-1413 falleció)
- Aidemaro o Amaro de Aurillac, O.F.M. † (10 de mayo de 1413-5 de marzo de 1421 nombrado obispo de Ceuta)
  - Martín de Cárdenas, O.F.M. † (1419-1433) (vicario general apostólico de Marruecos)
- Bartolomé de Ciudad Rodrigo, O.F.M. † (4 de marzo de 1433-?)
- Pedro † (?-1449)
- Alfonso de Pernas, O.F.M. † (1449-1485)
- Pedro de Montemolín, O.P. † (1485-1508)
- Martín Cabeza de Vaca † (1508-1534)
- Sebastián de Obregón, O.S.B. † (1534-1559?)
- Sancho Díaz de Trujillo † (1559-16 de setiembre de 1560 nombrado obispo titular) (obispo de Marruecos y de San Telmo, parece que ejerció el cargo desde 1539)

### Obispos titulares de Marruecos
- Sancho Díaz de Trujillo † (16 de setiembre de 1560-3 de octubre de 1570)
- Juan Terés † (1575-1579 nombrado obispo de Elna)
- Miguel de Espinosa † (1579-1606)
- Tomás de Espinosa † (1606-17 de junio de 1631)
- Francisco de Faria † (1636-?) (obispo auxiliar de Braga)
- María Nicolás Silvestre Guillón † (7 de julio de 1833-16 de octubre de 1847 falleció)
- Felicísimo Coccino, O.F.M. Cap. † (3 de mayo de 1859-1879) (obispo coadjutor de los Gallas)
- Louis-Callixte Lasserre, O.F.M.Cap. † (4 de mayo de 1888-abril de 1900 renunció) (vicario apostólico de Vicariato apostólico de Arabia Meridional)

### Obispos de Tánger
- Nuno Álvares, O.S.B. † (1468 o 27 de febrero de 1469-15 de julio de 1491 falleció)
- Diego de Ortiz de Vilhegas O.P. † (29 de julio de 1491-3 de mayo de 1500 nombrado obispo de Ceuta)
- João Lobo † (4 de mayo de 1500-1508 falleció)
- Nicolas Pedro Méndez † (4 de marzo de 1523-1542 falleció)
- Gonçalo Pinheiro † (23 de noviembre de 1542-27 de junio de 1552 nombrado obispo de Viseu)
- Francisco Guaresma, O.F.M. † (15 de diciembre de 1557-1585 falleció)
- Diego Corrêa de Souza † (15 de julio de 1585-16 de febrero de 1598 nombrado obispo de Portalegre)
- Hector Valladares † (11 de marzo de 1598-1600 falleció)
- Geronimo de Gouvea, O.F.M. † (24 de enero de 1601-1602 renunció)
- Agostinho Ribeiro † (27 de agosto de 1603-29 de julio de 1613 nombrado obispo de Angra)
- Antonio de Aguilar † (21 de octubre de 1613-1632 falleció)
- Gonçalvo (Gonzalo) da Silva † (6 de septiembre de 1632-16 de febrero de 1649 falleció)
  - João de Palma † (1647) (obispo electo)
  - João de Andrade † (1655) (obispo electo)
- Sede vacante (1645-1675)

### Prefectos apostólicos de Marruecos
- Beato Juan de Prado, O.F.M. † (1630-? falleció)
- Matías (1637-?)
- Diego Ortega de Escacena, O.F.M. † (13 de julio de 1693-1696 falleció)
- José Antonio Sabaté, O.F.M. †
- Esteban Basarte, O.F.M. †
- Pedro López, O.F.M. †
- Miguel Cerezal, O.F.M. † (1859-?)
- José María Lerchundi, O.F.M. † (1877-9 de marzo de 1896 falleció)
- Francisco María Cervera y Cervera, O.F.M. † (1896-14 de abril de 1908 nombrado vicario apostólico)

### Vicarios apostólicos de Marruecos
- Francisco María Cervera y Cervera, O.F.M. † (14 de abril de 1908-26 de marzo de 1926 falleció)
- José María Betanzos y Omaechevarría, O.F.M. † (17 de julio de 1926-27 de diciembre de 1948 falleció)
- Francisco Aldegunde Dorrego, O.F.M. † (27 de diciembre de 1948 por sucesión-14 de noviembre de 1956 nombrado arzobispo)

### Obispos titulares de Tingis
- Stefano Melchisedechian † (31 de mayo de 1892-1894 falleció)
- Bernard Thomas Edward Clark, O.F.M.Cap. † (21 de marzo de 1902-10 de junio de 1910 nombrado obispo de Puerto Victoria)
- José Santiago Irala, O.F.M. † (4 de julio de 1910-28 de julio de 1939 falleció)
- Friedrich Osterrath, O.S.B. † (14 de noviembre de 1939-14 de noviembre de 1956 nombrado obispo titular de Siedra)

### Arzobispos de Tánger
- Francisco Aldegunde Dorrego, O.F.M. † (14 de noviembre de 1956-17 de diciembre de 1973 retirado)
- Carlos Amigo Vallejo, O.F.M. (17 de diciembre de 1973-22 de mayo de 1982 nombrado arzobispo de Sevilla)
- José Antonio Peteiro Freire, O.F.M. † (2 de julio de 1983-23 de marzo de 2005 renunció)
  - Sede vacante (2005-2007)
- Santiago Agrelo Martínez, O.F.M. (11 de abril de 2007-24 de mayo de 2019 retirado)
  - Sede vacante (2019-2023)[nota 2]
- Emilio Rocha Grande, O.F.M., desde el 7 de febrero de 2023